# Термодинамічна бета

Шкала перетворення температури/холодності СІ: Температури за шкалою Кельвіна показані синім (шкала Цельсія — зеленим, шкала Фаренгейта — червоним), значення холодності в гігабайтах на наноджоуль показані чорним. Нескінченна температура (нульова холодність) показана вгорі діаграми; додатні значення холодності/температури — праворуч, від'ємні — ліворуч.

У статистичній термодинаміці термодинамічна бета, також відома як холодність, є величиною, оберненою до термодинамічної температури системи:{\displaystyle \beta ={\frac {1}{k_{\rm {B}}T}}} (де T — температура, а kB — стала Больцмана).
Термодинамічна бета має розмірність, обернену до енергії (в одиницях СІ, обернений джоуль, {\displaystyle [\beta ]={\textrm {J}}^{-1}}). У нетеплових одиницях її також можна вимірювати в байтах на джоуль або, що зручніше, в гігабайтах на наноджоуль; 1 K−1 еквівалентний приблизно 13 062 гігабайтам на наноджоуль; при кімнатній температурі: T = 300 K, β ≈ 44 ГБ/нДж ≈ 39 еВ−1 ≈ 2.4×1020 Дж−1. Коефіцієнт перетворення: 1 ГБ/нДж = {\displaystyle 8\ln 2\times 10^{18}} Дж−1.

## Опис
Термодинамічна бета, по суті, є сполучною ланкою між теорією інформації та статистичною механікою в інтерпретації фізичної системи через її ентропію і термодинамікою, пов'язаною з її енергією. Вона виражає реакцію ентропії на збільшення енергії. Якщо до системи додається невелика кількість енергії, то β описує ступінь рандомізації системи.
Через статистичне визначення температури як функції ентропії, функцію холодності можна обчислити в мікроканонічному ансамблі за формулою
{\displaystyle \beta ={\frac {1}{k_{\rm {B}}T}}\,={\frac {1}{k_{\rm {B}}}}\left({\frac {\partial S}{\partial E}}\right)_{V,N}}
(тобто часткова похідна ентропії S за енергією E при постійному об'ємі V і числі частинок N).

### Переваги
Хоча β повністю еквівалентна температурі за концептуальним змістом, вона зазвичай вважається більш фундаментальною величиною, ніж температура, через явище від'ємної температури, при якій β неперервна при переході через нуль, тоді як T має сингулярність.
Крім того, у β є перевага в тому, що її причинно-наслідковий зв'язок легше зрозуміти: якщо до системи додається невелика кількість тепла, β представляє збільшення ентропії, поділене на збільшення тепла. Температуру складно інтерпретувати в тому ж сенсі, оскільки неможливо "додати ентропію" до системи інакше, як опосередковано, змінюючи інші величини, такі як температура, об'єм або число частинок.

## Статистична інтерпретація
З точки зору статистики, β — це числова величина, що пов'язує дві макроскопічні системи в рівновазі. Точне формулювання наступне. Розглянемо дві системи, 1 і 2, що перебувають у тепловому контакті, з відповідними енергіями E1 і E2. Припустимо, що E1 + E2 = деяка постійна E. Кількість мікростанів кожної системи позначимо Ω1 і Ω2. У рамках наших припущень Ωi залежить тільки від Ei. Ми також припускаємо, що будь-який мікростан системи 1, сумісний з E1, може співіснувати з будь-яким мікростаном системи 2, сумісним з E2. Таким чином, кількість мікростанів для об'єднаної системи дорівнює
{\displaystyle \Omega =\Omega _{1}(E_{1})\Omega _{2}(E_{2})=\Omega _{1}(E_{1})\Omega _{2}(E-E_{1}).\,}
Ми виведемо β з основного постулату статистичної механіки:
Коли об'єднана система досягає рівноваги, число Ω максимізується.
(Іншими словами, система природним чином прагне до максимального числа мікростанів.) Отже, в рівновазі:
{\displaystyle {\frac {d}{dE_{1}}}\Omega =\Omega _{2}(E_{2}){\frac {d}{dE_{1}}}\Omega _{1}(E_{1})+\Omega _{1}(E_{1}){\frac {d}{dE_{2}}}\Omega _{2}(E_{2})\cdot {\frac {dE_{2}}{dE_{1}}}=0.}
Але E1 + E2 = E має на увазі
{\displaystyle {\frac {dE_{2}}{dE_{1}}}=-1.}
Отже
{\displaystyle \Omega _{2}(E_{2}){\frac {d}{dE_{1}}}\Omega _{1}(E_{1})-\Omega _{1}(E_{1}){\frac {d}{dE_{2}}}\Omega _{2}(E_{2})=0}
тобто
{\displaystyle {\frac {d}{dE_{1}}}\ln \Omega _{1}={\frac {d}{dE_{2}}}\ln \Omega _{2}\quad {\mbox{в рівновазі.}}}
Вищенаведене співвідношення мотивує визначення β:
{\displaystyle \beta ={\frac {d\ln \Omega }{dE}}.}

## Зв'язок статистичної та термодинамічної інтерпретацій
Коли дві системи перебувають у рівновазі, вони мають однакову термодинамічну температуру T. Тому інтуїтивно можна очікувати, що β (визначена через мікростани) якимось чином пов'язана з T. Цей зв'язок забезпечується основним постулатом Больцмана, записаним як
{\displaystyle S=k_{\rm {B}}\ln \Omega ,}
де kB — стала Больцмана, S — класична термодинамічна ентропія, а Ω — число мікростанів. Таким чином,
{\displaystyle d\ln \Omega ={\frac {1}{k_{\rm {B}}}}dS.}
Підставляючи у визначення β зі статистичного визначення вище, отримуємо
{\displaystyle \beta ={\frac {1}{k_{\rm {B}}}}{\frac {dS}{dE}}.}
Порівнюючи з термодинамічною формулою
{\displaystyle {\frac {dS}{dE}}={\frac {1}{T}},}
маємо
{\displaystyle \beta ={\frac {1}{k_{\rm {B}}T}}={\frac {1}{\tau }}}
де {\displaystyle \tau } називається фундаментальною температурою системи і має розмірність енергії.

## Історія
Термодинамічна бета була спочатку введена в 1971 році (як Kältefunktion «функція холодності») Інго Мюллером, одним із прихильників школи думки раціональної термодинаміки, на основі більш ранніх пропозицій про функцію «оберненої температури».[первинне джерело]